# Ramona Pisal

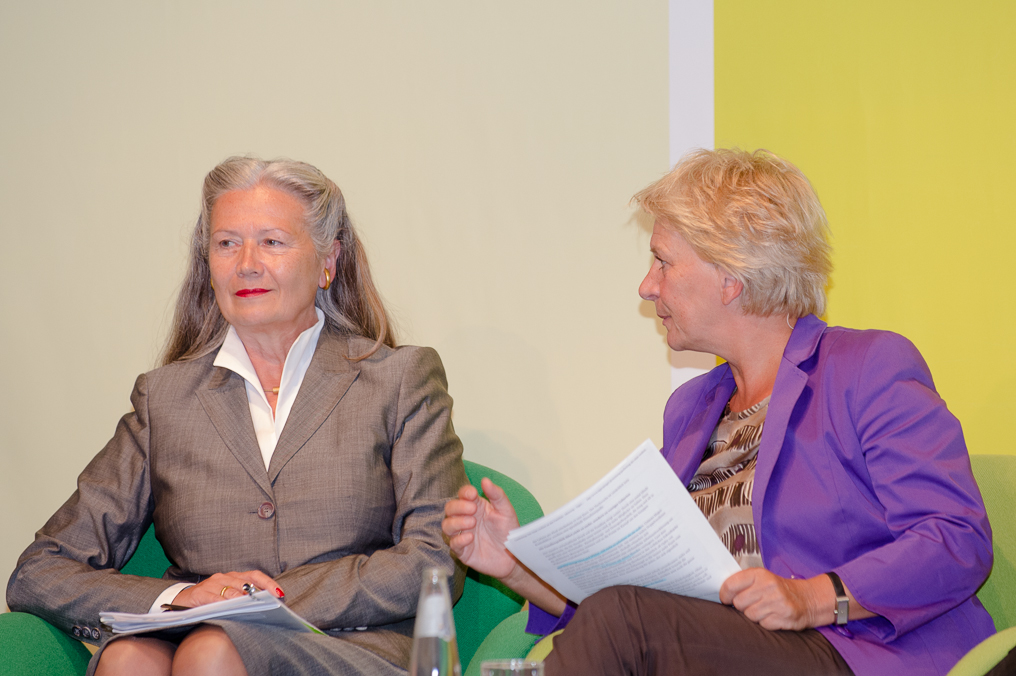
Ramona Pisal (links) 2013

Ramona Pisal (* 6. August 1957 in Opladen) ist eine deutsche Juristin. Von 2011 bis 2017 war sie Präsidentin des Deutschen Juristinnenbundes (djb). Pisal war von 2016 bis 2020 Präsidentin des Landgerichts Cottbus. Anschließend war sie bis zum Beginn ihres Ruhestandes im August 2023 Präsidentin des Landgerichts Potsdam.

## Leben und Wirken
Ramona Pisal wuchs im Rheinland auf und besuchte ein neusprachiges Mädchengymnasium, wo sie ihr Abitur ablegte. Anschließend begann sie in Gießen an der Justus-Liebig-Universität ein Jurastudium, was sie nach zwei Semestern an der Universität Köln fortsetzte. Während ihres Studiums arbeitete sie als studentische Hilfskraft am Institut für Versicherungsrecht. Nach ihrem Referendariat und dem 2. Staatsexamen wurde sie als Rechtsanwältin am Landgericht Köln zugelassen. Im Auftrag von zwei Kanzleien übernahm sie vorwiegend versicherungsrechtliche Mandate.
Anschließend trat sie in den richterlichen Dienst in Nordrhein-Westfalen ein. Zunächst war sie am Landgericht Mönchengladbach in Zivil- und Strafsachen tätig. Nach ihrer Ernennung zur Richterin folgte der Vorsitz des Jugendschöffengerichts.
1994 wurde Pisal zum Amtsgericht Potsdam abgeordnet. Neben der Arbeit als Zivilrichterin und später als Vorsitzende eines Jugendschöffengerichts übernahm sie parallel die Aufgabe der Pressesprecherin des Amtsgerichts Potsdam. Mit der Entsendung an das Brandenburgische Oberlandesgericht wurde sie 1997 in den richterlichen Dienst des Landes Brandenburg übernommen und als Richterin berufen. Anfangs war sie in einem Zivilsenat tätig, später im 2. Strafsenat zuständig für Rechtsbeschwerden, Revisionen, allgemeine Beschwerden und Rehabilitationsverfahren. 2006 wurde sie zur Vorsitzenden Richterin am Oberlandesgericht Brandenburg berufen und hatte diese Position bis 2016 inne. Neben ihrer richterlichen Tätigkeit nahm sie die Aufgaben als Pressesprecherin des Oberlandesgerichtes war. Von 2002 bis 2016 war sie zudem Gleichstellungsbeauftragte des Oberlandesgerichts. 2016 erfolgte ihre Ernennung zur Präsidentin des Landgerichts Cottbus, der ersten weiblichen in dieser Funktion im Land Brandenburg. Pisal Am 1. März 2020 wurde Pisal zur Präsidentin des Landgericht Potsdam ernannt und leitete es bis zu ihrem Ruhestand.
Ramona Pisal ist verheiratet, hat einen erwachsenen Sohn und lebt in Potsdam.

## Engagement
Ramona Pisal engagiert sich in verschiedenen Bereichen ehrenamtlich. Sie ist aktives Mitglied im Deutschen Juristinnenbund (djb), war von 2006 bis 2011 Vorsitzende des djb-Landesverbandes Brandenburg, zwischen 2007 und 2011 stellvertretende Vorsitzende des Bundesverbandes und von 2011 bis 2017 Präsidentin des Deutschen Juristinnenbundes.
In ihrer Amtszeit wurde das vom BMFSFJ geförderte djb-Projekt Aktionärinnen fordern Gleichberechtigung erfolgreich vorangetrieben, welches die gesetzliche Quote von 30 Prozent für die Aufsichtsräte der börsennotierten und gleichzeitig voll mitbestimmten Unternehmen im Jahr 2015 maßgeblich befördert hat.
Im Namen des djb forcierte sie mit dem Bündnis Nein heißt Nein einen Paradigmenwechsel im Strafrecht: Seit Juli 2016 sind sexuelle Handlungen gegen den erkennbaren Willen einer Person strafbar.
Zudem vertrat sie den djb im Beirat von Transparency International im Kampf gegen Korruption. Ramona Pisal setzt sich im Rahmen ihres ehrenamtlichen Engagements im djb für ein deutsches Parité-Gesetz ein, welches die Quotierung von Wahllisten zur paritätischen Teilhabe von Frauen in den kommunalen Vertretungen, Landesparlamenten und im Deutschen Bundestag verbindlich regeln soll.
Seit 2017 ist Pisal als Past Präsidentin Mitglied des djb-Präsidiums mit beratender Stimme.

## Zitat
Pisal äußert sich dezidiert frauenpolitisch.
„Politik, Wirtschaft, Gesellschaft – alle Lebensbereiche sind männlich dominiert, organisiert, strukturiert. Von Frauen wird erwartet, dass sie sich dem anpassen und ein von männlichen Interessen abgeleitetes Dasein in zweiter Reihe leben. Wir brauchen den Feminismus, um der raumgreifenden männlichen Dominanz Grenzen zu setzen, zur Selbstvergewisserung und damit Frauen selbstverständlich als eigenständige Individuen und Trägerinnen eigener Interessen wahrgenommen werden.“

## Mitgliedschaften
- Deutscher Juristinnenbund (djb)
- Deutscher Juristentag (djt)
- Deutscher Richterbund (DRB)

## Ehrungen
2018 wurde Pisal mit dem Verdienstorden der Bundesrepublik Deutschland geehrt. Überreicht wurde er von Franziska Giffey, der damaligen Bundesministerin für Familie, Senioren, Frauen und Jugend.

## Schriften
Anke Gimbal, Ramona Pisal: Von null auf 50 – nicht in 100 Jahren. In: Rebecca Beerheide, Isabel Rohner (Hrsg.): 100 Jahre Frauenwahlrecht. Ziel erreicht! ... und weiter? Ulrike Helmer Verlag, Sulzbach 2017, ISBN 978-3-89741-398-6